# Índice de densidad larval

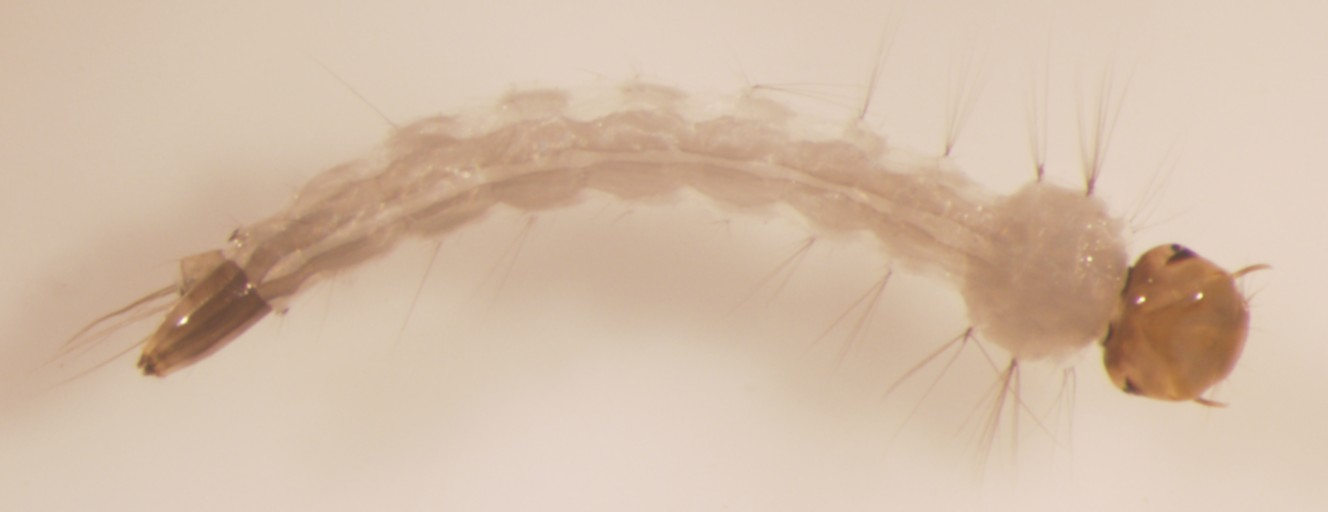
Larva de Aedes aegypti.

El índice de densidad larval (IDL), también llamado "índice de densidad larval de Stegomyia", es un valor numérico que especifica la densidad larvaria por mil. Algunas de las dificultades prácticas que presenta este índice son:
- Requiere de un taxónomo especialista para identificar las larvas, crisálidas y pupas de una especie en común.
- Realizar un censo de las personas que habitan el área en cuestión.

## Razón
La razón es:
- IDL = (# de larvas en un área * 1000 /# de personas en el área)